# Innoko River
Innoko er en 805 km lang biflod til Yukonfloden i den amerikanske stat Alaska. Den har sit udspring syd for Cloudy Mountain i b jergkæden Kuskokwim Mountains i den vestlige del af Alaska, og munder ud i Yukonfloden ved Holy Cross. Floden er fredet i de øverste områder. Længere nede får den tilløb fra floden Iditarod, som er 523 km. Innoko River har et afvandingsområde på 6.500 km².
Navnet Innoko er Deg Hit’an-folkets navn for floden  Den Russiske koloniadministration kaldte floden Shiltonotno, Legon , Tlegon, Chagelyuk eller Shageluk og Ittege på forskellige tidspunkter i det 19. århundrede.